# Lyn Adam
Lyn Terangi Adam – nauruański polityk, były członek parlamentu.
Reprezentował okręg wyborczy Buada. Był członkiem parlamentu Nauru w latach 2003-2008. W 2008 stracił miejsce w parlamencie na rzecz Shadloga Bernicke.